# VII. Erik svéd király
VII. Erik Stenkilsson (? – 1067), svéd király 1066–1067 között.
Stenkil király legidősebb fia. Uralkodása alatt fellázadt ellene egy trónkövetelő, akit VIII. (Pogány) Erik néven ismer a történelem. 1067-ben egy véres csatában mindkét Erik elesett, VII. Erik öccsét, az akkor még ifjú Halstent tették meg királynak.  
Egyes történészek megkérdőjelezik a létezését, lévén, hogy mindössze Brémai Ádám krónikaíró (latinul: Adamus Bremensis), († 1081/1085) említi meg a nevét. 

## Külső hivatkozások
- Bengans historiasidor (svéd nyelven). Wadbring.com